# Armorial des communes de la province d'Anvers
- il comporte peu ou pas de sources.
- il reste des blasons à dessiner dans cet armorial.
- certaines figures sont encore dans un format bitmap et doivent être vectorisées.

Cette page donne les armoiries (figures et blasonnements) des communes de la Province d'Anvers.
- Haut – A
- B
- C
- D
- E
- F
- G
- H
- I
- J
- K
- L
- M
- N
- O
- P
- Q
- R
- S
- T
- U
- V
- W
- X
- Y
- Z

## A
| Blason de Aartselaar | Blason  | Deux écus: 1: d'azur à une croix d'or ancrée. 2: d'or à trois pal de gueules. Les deux écus tenus par un Saint-Léonard d'or. |
| Blason de Aartselaar | Détails | Décision Communale (DC) 22.10.1992 - Décision Ministérielle (DM) 16.2.1993 - Moniteur Belge (MB) 21.6.1994                   |

| Blason de Anvers | Blason  | De gueules au château à trois tours ouvertes crénelées d'argent, ajourées et maçonnées de sable, la tour du milieu accompagnée en chef de deux mains appaumées, celle à dextre en bande, celle à senestre en barre, toutes les deux d'argent. |
| Blason de Anvers | Détails | DC 13.11.1984 - DM 5.3.1985 - MB 17.10.1986 |

| Blason de Arendonk | Blason  | D'azur à une aigle éployée d'or.                                                   |
| Blason de Arendonk | Détails | DC 30.11.1837 - Arrêté Royal (AR) 31.12.1838 - Bulletin Officiel (BO) 1838 (1.134) |

## B
| Blason de Baerle-Duc | Blason  | D'azur à un Saint Remigius soutenu d'une terrasse isolée,le tout d'or. |
| Blason de Baerle-Duc | Détails | DC 10.5.1992 - DM 6.6.1995 - MB 15.7.1995                              |

| Blason de Balen | Blason  | D'azur au sautoir d'or. Cimier : un Saint-Pierre tenant de sa dextre une clé et de sa sénestre un livre fermé, l'écu soutenu à dextre par un lion et à sénestre par un griffon, le tout d'or. |
| Blason de Balen | Détails | DC 17.12.1987 - DM 1.3.1988 - MB 16.9.1988 |

| Blason de Beerse | Blason  | D'azur à la fasce contre-bretessée d'or accompagnée de trois étoiles à huit rais du même. L'écu soutenu par deux ours d'or, armés et lampassé de gueules, et placé devant une épée (d'argent) garnie d'or. |
| Blason de Beerse | Détails | DC 30.4.1992 - MB 4.1.1995 |

| Blason de Berlaar | Blason  | D'azur aux trois pals d'argent, l'écu ayant pour supports deux ours d'or. |
| Blason de Berlaar | Détails | DC 17.12.1837 - AR 25.5.1838                                              |

| Blason de Boechout | Blason  | Tranché 1. coupé a. de gueules à deux bâtons de pèlerin d'or passés en sautoir b. d'azur à deux clochettes d'or alignées 2. Écartelé, en 1 et 4 d'argent à un chevron de gueules accompagné de trois merlettes de sable, en 2 et 3 de gueules à deux épées d'or abaissées passées en sautoir. |
| Blason de Boechout | Détails | DC 6.7.1981 - AR 2.2.1982 - MB 21.4.1982 (sans le blasonnement) et 4.1.1995 |

| Blason de Bonheiden | Blason  | D'azur à une étoile à six raies d'argent, au chef d'or chargé à senestre de trois pals de gueules et au franc-canton d'or à un trèfle de sinople. L'écu sommé d'une couronne à treize perles dont 3 surélevées. heaume : d'argent grillé, colleté et liseré d'or, doublé et attaché de gueules et sommé d'une couronne également d'or à cinq fleurons. Au lambrequin d'or et d'azur. Cimier : une tête et cou de coq de sable, crêté, barbé, becqué et allumé de gueules et un vol éployé d'or et d'azur. L'écu soutenu par deux tigre au naturel regardant et tenant chacun une bannière, celle de dextre au armes de l'écu, celle de senestre d'argent au trois fasces d'azur ondées accompagnées en chef de trois merlettes de sables. |
| Blason de Bonheiden | Détails | DC 27.9.1984 et 25.8.1988 - DM 13.12.1988 - MB 8.11.1989 |

| Blason de Boom | Blason  | D'argent à une Sainte Vierge couronnée portant l'enfant Jésus et un sceptre aux naturels, son manteau d'azur étoilé d'or, se tenant debout devant un chêne de sinople soutenus d'une terrasse isolée . |
| Blason de Boom | Détails | DC 03.09.1987 - DM 17.11.1987 - MB 16.09.1988 |

| Blason de Bornem | Blason  | Écartelé: 1. D'argent à la fasce de gueules, une tour d'azur brochant sur le tout. 2. D'azur à un poisson d'argent posé en pal et accompagné de deux fleurs de lys d'or. 3. D'azur à un lion fascé d'argent et de gueules de 7 pièces, armé, lampassé et couronné d'or. 4. De gueules au chef d'argent chargé de trois merlettes du champ. |
| Blason de Bornem | Détails | DC 21.4.1981 - AR 30.11.1981 - MB 13.1.1982 (sans le blasonnement) et 4.1.1995 |

| Blason de Borsbeek | Blason  | Écartelé: 1. D'argent à une croix fleurdelisé vide de sable et à la bordure de gueules, chargée de 8 chaudrons d'or. 2. Écartelé a. et d. de gueules à un lévrier sautant d'argent b. et c. d'or à trois fers de moulin d'azur. 3. D'argent à deux loups placés l'un au dessus de l'autre de sable et à une bordure de gueules, chargée de sept croix de Saint André d'argent. 4. Écartelé a. et d. de gueules à une aigle d'argent b. et c. burellé de 6 pièces de gueules et d'or. |
| Blason de Borsbeek | Détails | DC 16.12.1994 - DM 4.4.1995 - MB 15.7.1995 |

| Blason de Brasschaat | Blason  | NL: In rood, een zilveren zalm, recht gelegd, vergezeld in het hood vn twee ruiten van 't zelfde, alles omringd van acht zoomwijze geplaatste St-Andrieskruisjes, insgelijks van zilver; het schild links gehouden door en St-Antonius aan de voeten van den heremijt liggende, insgelijks links, een geklokt varken, alles van zilver. |
| Blason de Brasschaat | Détails | DC 21.6.1913 - AR 18.11.1913 - MB 11.12.1913 |

| Blason de Brecht | Blason  | NL: In lazuur een Sint-Micchiel met de draak van goud, links vergezeld van een schild van keel, beladen met tien aaneengesloten en aanstotende ruiten van zilver, drie, drie, drie en een geplaats |
| Blason de Brecht | Détails | DC 13.12.1990 - DM 1.10.1661 - MB 4.1.1995 |

## D
| Blason de Dessel | Blason  | NL: In sabel een uitgeschu(l)pt schuinkruis van goud. Het schild geplaats vor een Sint-Pieter houdende in de rechterhand een sleutel en in de linkerhand een gesloten boek, en gehouden rechts door een leew en links door en griffioen, beide van goud. |
| Blason de Dessel | Détails | DC 27.8.1991 - DM 16.2.1993 - MB 21.6.1994 |

| Blason de Duffel | Blason  | NL: Gedeeld 1. in goud drien palen van keel en een schildhoek van zilver beladen met vijf hermelijnstaartje schuinkruisgewijze geplaats 2. in keel drie lelies van zilver. |
| Blason de Duffel | Détails | DC 9.11.1992 - DM 16.2.1993 - MB 21.6.1994 |

## E
| Blason de Edegem | Blason  | Inconnu.                                         |
| Blason de Edegem | Détails | Le statut officiel du blason reste à déterminer. |

| Blason de Essen | Blason  | Inconnu.                                         |
| Blason de Essen | Détails | Le statut officiel du blason reste à déterminer. |

## G
| Blason de Geel | Blason  | Inconnu.                                         |
| Blason de Geel | Détails | Le statut officiel du blason reste à déterminer. |

| Blason de Grobbendonk | Blason  | Inconnu.                                         |
| Blason de Grobbendonk | Détails | Le statut officiel du blason reste à déterminer. |

## H
| Blason de Heist-op-den-Berg | Blason  | Inconnu.                                         |
| Blason de Heist-op-den-Berg | Détails | Le statut officiel du blason reste à déterminer. |

| Blason de Hemiksem | Blason  | Inconnu.                                         |
| Blason de Hemiksem | Détails | Le statut officiel du blason reste à déterminer. |

| Blason de Herentals | Blason  | Inconnu.                                         |
| Blason de Herentals | Détails | Le statut officiel du blason reste à déterminer. |

| Blason de Herenthout | Blason  | Inconnu.                                         |
| Blason de Herenthout | Détails | Le statut officiel du blason reste à déterminer. |

| Blason de Herselt | Blason  | Inconnu.                                         |
| Blason de Herselt | Détails | Le statut officiel du blason reste à déterminer. |

| Blason de Hoogstraten | Blason  | De gueules au pal d'argent.                      |
| Blason de Hoogstraten | Détails | Le statut officiel du blason reste à déterminer. |

| Blason de Hove | Blason  | Inconnu.                                         |
| Blason de Hove | Détails | Le statut officiel du blason reste à déterminer. |

| Blason de Hulshout | Blason  | Inconnu.                                         |
| Blason de Hulshout | Détails | Le statut officiel du blason reste à déterminer. |

## K
| Blason de Kalmthout | Blason  | Inconnu.                                         |
| Blason de Kalmthout | Détails | Le statut officiel du blason reste à déterminer. |

| Blason de Kapellen | Blason  | Inconnu.                                         |
| Blason de Kapellen | Détails | Le statut officiel du blason reste à déterminer. |

| Blason de Kasterlee | Blason  | Inconnu.                                         |
| Blason de Kasterlee | Détails | Le statut officiel du blason reste à déterminer. |

| Blason de Kontich | Blason  | Inconnu.                                         |
| Blason de Kontich | Détails | Le statut officiel du blason reste à déterminer. |

## L
| Blason de Laakdal | Blason  | Inconnu.                                         |
| Blason de Laakdal | Détails | Le statut officiel du blason reste à déterminer. |

| Blason de Lierre (Belgique) | Blason  | Inconnu.                                         |
| Blason de Lierre (Belgique) | Détails | Le statut officiel du blason reste à déterminer. |

| Blason de Lille (Belgique) | Blason  | Inconnu.                                         |
| Blason de Lille (Belgique) | Détails | Le statut officiel du blason reste à déterminer. |

| Blason de Lint (Belgique) | Blason  | Inconnu.                                         |
| Blason de Lint (Belgique) | Détails | Le statut officiel du blason reste à déterminer. |

## M
| Blason de Malines | Blason  | Inconnu.                                         |
| Blason de Malines | Détails | Le statut officiel du blason reste à déterminer. |

| Blason de Malle | Blason  | Inconnu.                                         |
| Blason de Malle | Détails | Le statut officiel du blason reste à déterminer. |

| Blason de Meerhout | Blason  | Inconnu.                                         |
| Blason de Meerhout | Détails | Le statut officiel du blason reste à déterminer. |

| Blason de Merksplas | Blason  | Inconnu.                                         |
| Blason de Merksplas | Détails | Le statut officiel du blason reste à déterminer. |

| Blason de Mol | Blason  | Inconnu.                                         |
| Blason de Mol | Détails | Le statut officiel du blason reste à déterminer. |

| Blason de Mortsel | Blason  | Inconnu.                                         |
| Blason de Mortsel | Détails | Le statut officiel du blason reste à déterminer. |

## N
| Blason de Niel | Blason  | Inconnu.                                         |
| Blason de Niel | Détails | Le statut officiel du blason reste à déterminer. |

| Blason de Nijlen | Blason  | Inconnu.                                         |
| Blason de Nijlen | Détails | Le statut officiel du blason reste à déterminer. |

## O
| Blason de Olen | Blason  | Inconnu.                                         |
| Blason de Olen | Détails | Le statut officiel du blason reste à déterminer. |

## P
| Blason de Putte | Blason  | Inconnu.                                         |
| Blason de Putte | Détails | Le statut officiel du blason reste à déterminer. |

| Blason de Puurs | Blason  | Inconnu.                                         |
| Blason de Puurs | Détails | Le statut officiel du blason reste à déterminer. |

## R
| Blason de Ranst | Blason  | Inconnu.                                         |
| Blason de Ranst | Détails | Le statut officiel du blason reste à déterminer. |

| Blason de Ravels | Blason  | Inconnu.                                         |
| Blason de Ravels | Détails | Le statut officiel du blason reste à déterminer. |

| Blason de Réthy | Blason  | Inconnu.                                         |
| Blason de Réthy | Détails | Le statut officiel du blason reste à déterminer. |

| Blason de Rijkevorsel | Blason  | Inconnu.                                         |
| Blason de Rijkevorsel | Détails | Le statut officiel du blason reste à déterminer. |

| Blason de Rumst | Blason  | Inconnu.                                         |
| Blason de Rumst | Détails | Le statut officiel du blason reste à déterminer. |

## S
| Blason de Saint-Amand | Blason  | Inconnu.                                         |
| Blason de Saint-Amand | Détails | Le statut officiel du blason reste à déterminer. |

| Blason de Schelle | Blason  | Inconnu.                                         |
| Blason de Schelle | Détails | Le statut officiel du blason reste à déterminer. |

| Blason de Schilde | Blason  | Inconnu.                                         |
| Blason de Schilde | Détails | Le statut officiel du blason reste à déterminer. |

| Blason de Schoten | Blason  | Inconnu.                                         |
| Blason de Schoten | Détails | Le statut officiel du blason reste à déterminer. |

| Blason de Stabroek | Blason  | Inconnu.                                         |
| Blason de Stabroek | Détails | Le statut officiel du blason reste à déterminer. |

## T
| Blason de Turnhout | Blason  | Inconnu.                                         |
| Blason de Turnhout | Détails | Le statut officiel du blason reste à déterminer. |

## V
| Blason de Vieux-Turnhout | Blason  | Inconnu.                                         |
| Blason de Vieux-Turnhout | Détails | Le statut officiel du blason reste à déterminer. |

| Blason de Vorselaar | Blason  | Ecartelé : aux 1 et 4 d'or au sanglier passant de sable et aux 2 et 3 de sable aux trois chevrons d'argent. |
| Blason de Vorselaar | Détails | Le statut officiel du blason reste à déterminer.                                                            |

| Blason de Vosselaar | Blason  | Inconnu.                                         |
| Blason de Vosselaar | Détails | Le statut officiel du blason reste à déterminer. |

## W
| Blason de Wavre-Sainte-Catherine | Blason  | Inconnu.                                         |
| Blason de Wavre-Sainte-Catherine | Détails | Le statut officiel du blason reste à déterminer. |

| Blason de Westerlo | Blason  | Inconnu.                                         |
| Blason de Westerlo | Détails | Le statut officiel du blason reste à déterminer. |

| Blason de Wijnegem | Blason  | Inconnu.                                         |
| Blason de Wijnegem | Détails | Le statut officiel du blason reste à déterminer. |

| Blason de Willebroek | Blason  | Inconnu.                                         |
| Blason de Willebroek | Détails | Le statut officiel du blason reste à déterminer. |

| Blason de Wommelgem | Blason  | Inconnu.                                         |
| Blason de Wommelgem | Détails | Le statut officiel du blason reste à déterminer. |

| Blason de Wuustwezel | Blason  | Inconnu.                                         |
| Blason de Wuustwezel | Détails | Le statut officiel du blason reste à déterminer. |

## Z
| Blason de Zandhoven | Blason  | Inconnu.                                         |
| Blason de Zandhoven | Détails | Le statut officiel du blason reste à déterminer. |

| Blason de Zoersel | Blason  | Inconnu.                                         |
| Blason de Zoersel | Détails | Le statut officiel du blason reste à déterminer. |

| Blason de Zwijndrecht | Blason  | Inconnu.                                         |
| Blason de Zwijndrecht | Détails | Le statut officiel du blason reste à déterminer. |